# Absoluter Kostenvorteil
Das Modell des absoluten Kostenvorteiles ist der Kerngedanke der klassischen Außenhandelstheorie. Der Ökonom Adam Smith entwickelte diese Theorie 1776 in seinem Buch An Inquiry into the Nature And Causes of the Wealth of Nations (verkürzter deutscher Titel: Wohlstand der Nationen). Sie besagt, dass Außenhandel und internationale Arbeitsteilung allen beteiligten Ländern Vorteile bringen. Dazu solle sich jedes Land auf die Produktion derjenigen Güter spezialisieren, die es kostengünstiger produzieren kann als andere Länder, bei denen es also einen absoluten Kostenvorteil besitzt.

## Außenhandel und absoluter Kostenvorteil
Im vierten Buch des Werkes Wohlstand der Nationen führt Smith aus, dass jedes Land die Güter produzieren soll, die es absolut kostengünstiger als das Ausland herstellen kann. Im Handel mit den anderen Ländern kann es diese dann gegen andere Güter tauschen. Letztlich profitieren durch die so erfolgte Spezialisierung alle am Außenhandel beteiligten Länder. Die begrenzt vorhandenen Produktionsfaktoren (Kapital und Arbeit) werden produktiver eingesetzt als bei reiner Autarkie eines jeden Landes, sodass durch den Außenhandel letztlich jedes Land mehr Güter erhält als bei einer Selbstversorgung und hierdurch einen Gewinn der Wohlfahrt (ökonomische Wohlfahrt) erzielt. Diese Tatsache lässt sich an einem einfachen Beispiel deutlich machen.

### Beispiel
In diesem Beispiel treten die zwei Länder Frankreich und Irland auf. Irland ist in der Lage, eine Einheit Kleidung in 10 Stunden zu produzieren, Frankreich benötigt dafür 20 Stunden. Im Gegenzug stellt Frankreich eine Einheit Kohle in 10 Stunden her, wofür Irland 20 Stunden benötigt. Frankreich besitzt also einen absoluten Kostenvorteil bei der Produktion von Kohle und Irland bei Kleidung. Die Voraussetzungen lassen sich in einer Tabelle zusammenfassen:
|            | Kleidung | Kohle |
| Frankreich | 20 h     | 10 h  |
| Irland     | 10 h     | 20 h  |

Bei einem Arbeitseinsatz von 60 Stunden könnte jedes Land bei Selbstversorgung je zwei Einheiten Kleidung und Kohle herstellen. Insgesamt wären also 4 Einheiten Kohle und 4 Einheiten Kleidung vorhanden. Spezialisierte sich aber Irland auf die Produktion von Kleidung, könnte es 6 Einheiten Kleidung herstellen, Frankreich bei entsprechender Spezialisierung 6 Einheiten Kohle. Kommt es nun zum Außenhandel und tauschen die beiden Länder 3 Einheiten Kleidung gegen 3 Einheiten Kohle, so hätte jedes Land nach dem Außenhandel je 3 Einheiten Kleidung und Kohle. Das entspricht einer Steigerung von 50 % gegenüber der Selbstversorgung, womit deutlich wird, dass die Spezialisierung verbunden mit Außenhandel jedem Land Vorteile bringt.

## Forderungen
Aus dem Modell der absoluten Kostenvorteile ergeben sich einige Forderungen an die beteiligten Länder. Wie am Beispiel deutlich gemacht, soll jedes Land auf die Erhebung von Zöllen oder andere Handelshemmnisse verzichten, damit der Außenhandel zustande kommt und der Wohlstand beider Länder steigt.
Jedes Land muss sich zudem auf die Produktion solcher Güter konzentrieren, bei denen es tatsächlich einen Vorteil hat. Spezialisierte sich im obigen Beispiel Frankreich auf die Kleidungsproduktion und Irland auf den Abbau von Kohle, so hätte jedes Land am Ende nur 1,5 Einheiten Kleidung und Kohle, eine Verringerung um 25 %.

## Bedeutung der Theorie
Mit seinem Modell der absoluten Kostenvorteile wandte sich Adam Smith gegen die Strategien des Merkantilismus und begründete die klassische Außenhandelstheorie. Im merkantilistischen System war jedes Land darum bemüht, den Import von Fertigprodukten zu verhindern und diese stattdessen selber zu produzieren und zu exportieren, um größere Mengen Edelmetalle, d. h. Geld zu erlangen. Damit ging eine entsprechende Zollpolitik einher. Der Außenhandel des Merkantilismus war ein Nullsummenspiel, bei dem ein Land nur auf Kosten eines anderen gewinnen konnte.

Adam Smith hielt den Merkantilismus, insbesondere das Streben nach Erhöhung der Edelmetallvorräte für schädlich. Eine Erhöhung der Edelmetallvorräte, die damals als Geldmittel dienten, erhöhe nur die Preise für die Güter. Der Wohlstand einer Nation lasse sich nicht am Edelmetallbesitz messen, sondern an der Gütermenge, die zur Verfügung stand, und damit an der Arbeitsleistung. Der erste Satz aus Wohlstand der Nationen drückt dies aus:

„The annual labour of every nation is the fund which originally supplies it with all the necessaries and conveniences of life which it annually consumes, and which consist always either in the immediate produce of that labour, or in what is purchased with that produce from other nations.“

## Probleme und Weiterentwicklung
Die Theorie der absoluten Kostenvorteile hat allerdings den Nachteil, dass sie nur den Handel erklärt, der zwischen Ländern mit wechselseitigen absoluten Kostenvorteilen herrscht. Hat ein Land bei keinem Gut solche Vorteile, nähme es nach der Theorie der absoluten Kostenvorteile nicht am internationalen Handel teil. Mit seinem Theorem der komparativen Kostenvorteile lieferte David Ricardo eine Erklärung, warum auch solche Länder am Außenhandel teilnehmen sollten. Damit erweiterte er die Ideen von Adam Smith.